# Norrmalmstorg
Norrmalmstorg – literalmente Praça de Norrmalm – é uma praça central da cidade de Estocolmo, na Suécia.

Está situada entre as ruas Hamngatan e Smålandsgatan, no bairro de Norrmalm. 

É uma área de intensa atividade comercial e de eventos de rua.

O acesso a Norrmalmstorg é feito pela estação de metro de Östermalmstorg e pela paragem de autocarro de Norrmalmstorg. 

## Fotografias

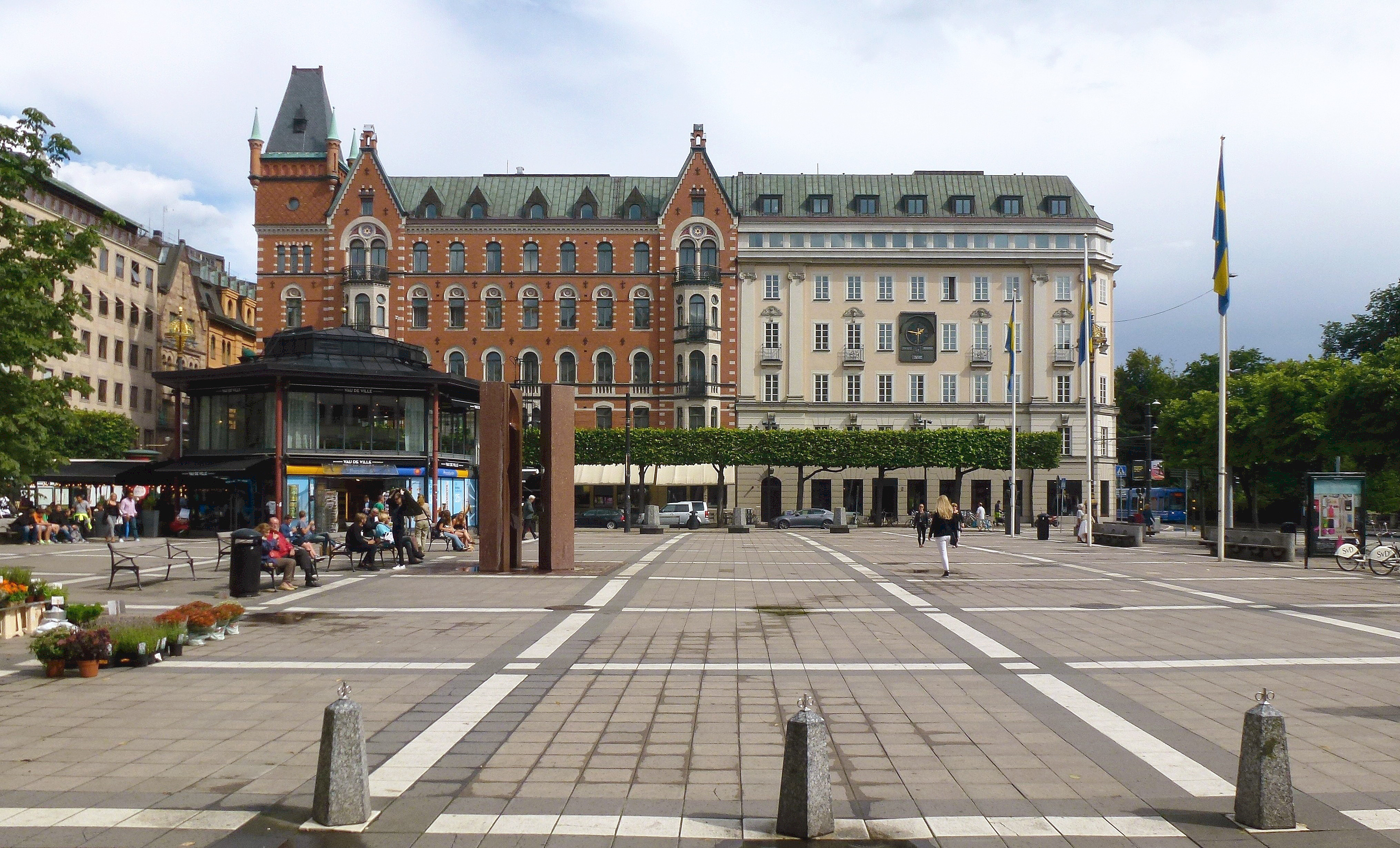
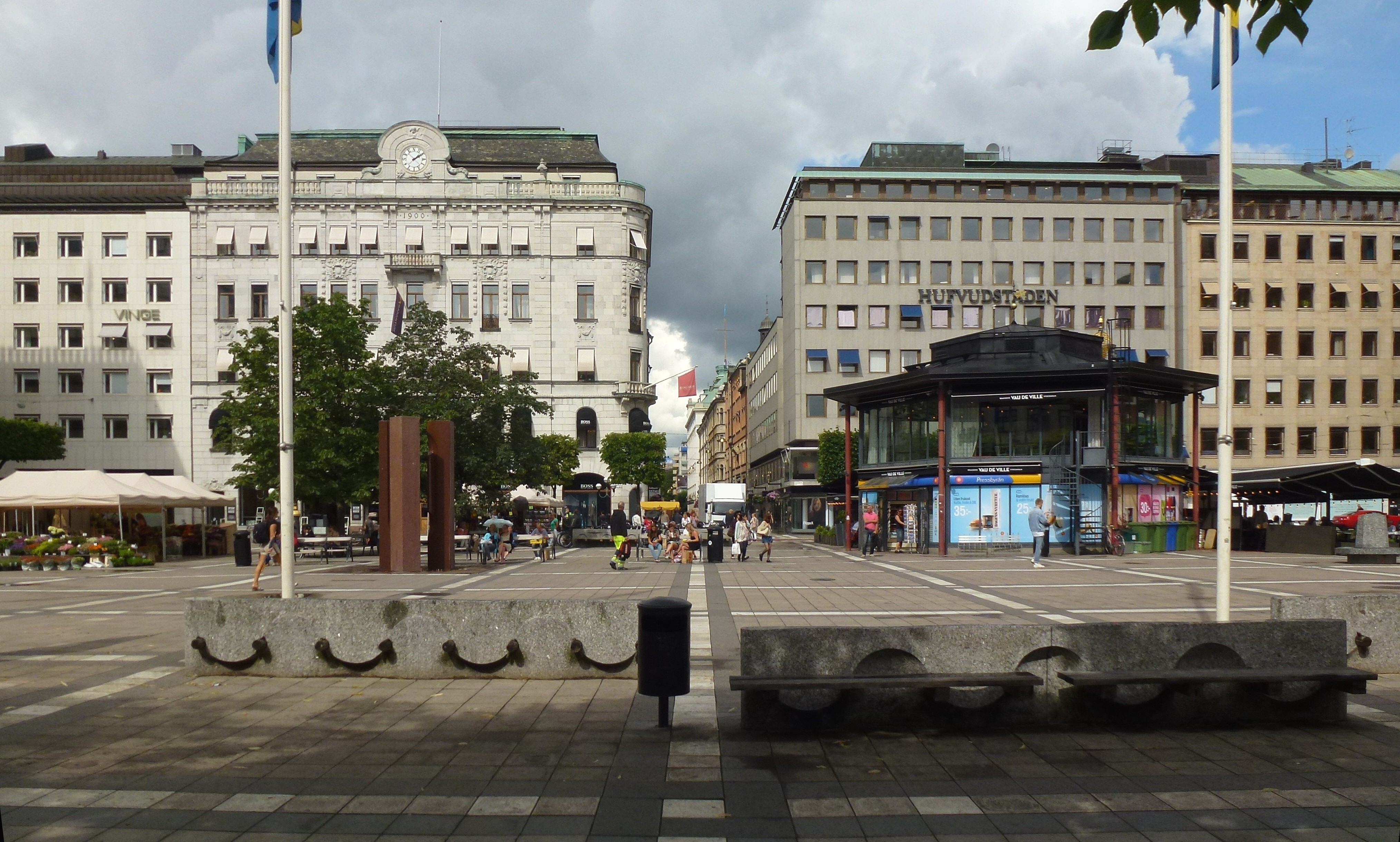
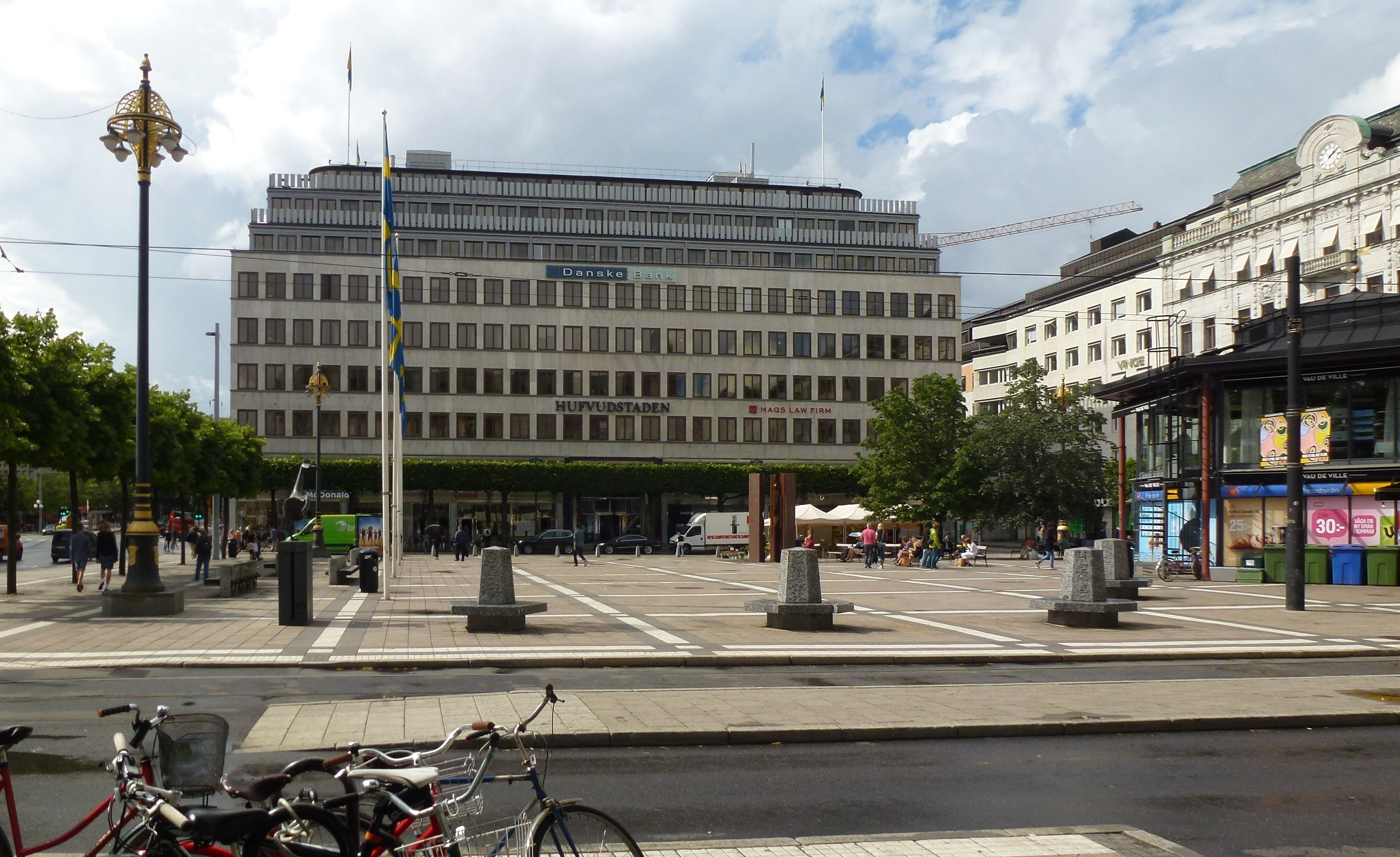